# Universidad Blas Pascal
La Universidad Blas Pascal (UBP) es una universidad privada argentina, situada en la ciudad de Córdoba, Argentina. Sus autoridades actuales son: Teresa Olivi, Rectora; Eduardo Bavio, Vicerrector de Asuntos Académicos y Ticiano Bianconi, Vicerrector de Administración. 
Con el correr de los años, la universidad superó distintas instancias de evaluación en cumplimiento de las convocatorias hechas por la Comisión Nacional de Evaluación y Acreditación Universitaria (CONEAU). En el año 2007 consiguió el Reconocimiento Definitivo. Por otra parte, en octubre de 2011 se determinó que la Universidad Blas Pascal cumple con los requisitos para ser una institución calificada bajo la Ley de Educación Superior (LES) de 1965.
En abril de 2015 la universidad inauguró Córdoba Management School, su escuela de negocios. Ésta nace para trabajar con tres ejes conceptuales: sustentabilidad, innovación e internacionalización y con el objetivo de profundizar la vinculación con el sector público y los medios productivos.
En la actualidad la universidad cuenta con más de 500 docentes que atienden alrededor de 10 000 alumnos de ambas modalidades. Ofrece 21 carreras de grado, 5 tecnicaturas y 4 posgrados. Existe un área de Relaciones Internaciones, donde se promueve y gestiona el intercambio estudiantil desde y hacia otros países. El área de Posgrado y Educación Continua dicta más de 30 diplomaturas, cursos y talleres; además de capacitaciones in company para diferentes empresas que desean formar a sus colaboradores.
El campus de la UBP está ubicado en Argüello, en la zona norte de Córdoba. En 16 hectáreas se distribuyen los edificios para el cursado de carreras presenciales, el área deportiva, las residencias universitarias, el laboratorios de informática y redes, laboratorio de química, telepuerto (centro de emisión y transmisión de las clases satelitales), estudio de televisión, estudio de radio, la biblioteca y las dependencias administrativas. Cuenta con su propia emisora radial fm, Radio Pascal, y un canal de tv.

## Carreras de Grado y Posgrado

### Ambiente y Turismo
- Licenciatura en Gestión Ambiental
- Licenciatura en Gestión del Turismo (ciclo)
- Licenciatura en Higiene y Seguridad Laboral
- Licenciatura en Turismo

### Arquitectura y Diseño
- Arquitectura
- Licenciatura en Diseño Gráfico

### Comunicación
- Licenciatura en Comunicación Audiovisual
- Licenciatura en Comunicación Institucional
- Licenciatura en Periodismo y Nuevos Medios
- Licenciatura en Publicidad
- Licenciatura en Relaciones Públicas

### Educación
- Licenciatura en Educación Física (ciclo)
- Licenciatura en Gestión de Instituciones Educativas (ciclo)
- Licenciatura en Gestión de la Educación en Contextos de Encierro (ciclo)
- Licenciatura en Psicopedagogía (ciclo)
- Licenciatura en Educación Primaria (ciclo)

### Gestión de Empresas
- Contador Público
- Licenciatura en Administración
- Licenciatura en Gestión de Recursos Humanos
- Licenciatura en Marketing
- Licenciatura en Comercio Internacional
- Maestría en Derecho Empresario
- Maestría en Dirección y Gestión de Organizaciones
- Maestría en Dirección y Gestión de Recursos Humanos

### Jurídicas
- Abogacía
- Notariado
- Licenciatura en Seguridad
- Licenciatura Gestión de la Seguridad (ciclo)
- Especialización en Derecho Laboral
- Especialización en Derecho Penal Económico
- Especialización en Derecho Procesal Constitucional
- Especialización en Derecho Procesal de las Ejecuciones

### Tecnología
- Ingeniería Informática
- Ingeniería en Telecomunicaciones

Por otro lado la Universidad Blas Pascal cuenta con varias Carreras de Pregrado, Diplomaturas, Programas y Cursos, Capacitaciones in Company.